# MBC Entertainment Awards
O MBC Entertainment Awards (hangul: MBC 방송연예대상; hanja: -放送演藝大賞) é uma cerimônia de premiação coreana realizada anualmente e organizada pela MBC. Ela acontece no final de cada ano e dura aproximadamente 140 minutos, sendo transmitida em duas partes pela MBC.

## Anfitriões
| Ano  | Anfitriões                                           | Ref.  |
| ---- | ---------------------------------------------------- | ----- |
| 2001 | Kim Yong-man, Lee Kyeong-shil, Kim Gook-jin          |       |
| 2002 | Lee Kyung-kyu, Park Kyung-lim                        |       |
| 2003 | Park Soo-hong, Kim Jung-hwa                          |       |
| 2004 | Park Soo-hong, Kim Won-hee                           |       |
| 2005 | Jeong Ji-yeong, Hyun Young, Kim Je-dong              |       |
| 2006 | Lee Kyung-kyu, Hyun Young                            |       |
| 2007 | Lee Hyuk-jae                                         |       |
| 2008 | Lee Hyuk-jae                                         |       |
| 2009 | Lee Hyuk-jae                                         |       |
| 2010 | Park Mi-sun, Lee Kyeong-shil                         |       |
| 2011 | Yoon Jong-shin, Park Ha-sun                          |       |
| 2012 | Kang Ho-dong, Kwanghee, Kang So-ra                   |       |
| 2013 | Kim Gu-ra, Kim Soo-ro, So Yi-hyun                    |       |
| 2014 | Kim Sung-joo, Park Hyung-sik, Kim Sung-ryung         |       |
| 2015 | Kim Sung-joo, Kim Gu-ra, Han Chae-ah                 | [ 1 ] |
| 2017 | Kim Hee-chul, Yang Se-hyung, Han Hye-jin             | [ 2 ] |
| 2018 | Jun Hyun-moo, Seungri (Big Bang), Hyeri (Girl's Day) | [ 3 ] |
| 2019 | Jun Hyun-moo, Hwasa e P.O                            | [ 4 ] |
| 2020 | Ahn Bo-hyun, Jang Do-yeon, Jun Hyun-moo              | [ 5 ] |
| 2021 | Jun Hyun-moo, Lee Sang-yi e Kim Se-jeong             | [ 6 ] |
| 2022 | Jun Hyun-moo, Lee Yi-kyung e Kang Min-kyung          | [ 7 ] |
| 2023 | Jun Hyun-moo, Lee Se-young e Dex                     | [ 8 ] |

## Histórico de vencedores
Fontes: A partir de 2010.

### Grande Prêmio do MBC Comedy Broadcasting Awards (1990-1994)
| Ano  | Premiado        |
| ---- | --------------- |
| 1990 | Joo Byung-jin   |
| 1991 | Lee Kyung-kyu   |
| 1992 | Lee Kyung-kyu   |
| 1993 | Lee Hong Ryeol  |
| 1994 | Lee Kyeong-shil |

### Grande Prêmio (Daesang) do MBC Comedy (1995-2000)
| Ano  | Premiado       |
| ---- | -------------- |
| 1995 | Lee Kyung-kyu  |
| 1996 | Kim Gook-jin   |
| 1997 | Lee Kyung-kyu  |
| 1998 | Kim Gook-jin   |
| 1999 | Seo Kyung-seok |
| 2000 | Kim Yong-man   |

### MBC Entertainment Awards (2001 - presente)
| Ed# | Ano  | Grande Prêmio (Daesang)  | Programa                                                                        |
| --- | ---- | ------------------------ | ------------------------------------------------------------------------------- |
| 1ª  | 2001 | Park Kyung-lim           | —                                                                               |
| 2ª  | 2002 | Kim Yong-man             | —                                                                               |
| 3ª  | 2003 | Kim Yong-man             | —                                                                               |
| 4ª  | 2004 | Lee Kyung-kyu            | —                                                                               |
| 5ª  | 2005 | Lee Kyung-kyu            | —                                                                               |
| 6ª  | 2006 | Yoo Jae-suk              | Infinite Challenge                                                              |
| 7ª  | 2007 | Lee Soon-jae             | High Kick!                                                                      |
| 7ª  | 2007 | Infinite Challenge       | Infinite Challenge                                                              |
| 8ª  | 2008 | Kang Ho-dong             | The Knee-Drop Guru                                                              |
| 9ª  | 2009 | Yoo Jae-suk              | Infinite Challenge                                                              |
| 10ª | 2010 | Yoo Jae-suk              | Infinite Challenge                                                              |
| 11ª | 2011 | I Am a Singer            | I Am a Singer                                                                   |
| 12ª | 2012 | Park Myeong-su           | Infinite Challenge, I Am a Singer (Season 2), Indulge in Comedy                 |
| 13ª | 2013 | Dad! Where Are We Going? | Dad! Where Are We Going?                                                        |
| 14ª | 2014 | Yoo Jae-suk              | Infinite Challenge                                                              |
| 15ª | 2015 | Kim Gu-ra                | King of Mask Singer, Radio Star, My Little Television, Quiz to Change the World |
| 16ª | 2016 | Yoo Jae-suk              | Infinite Challenge                                                              |
| 17ª | 2017 | Jun Hyun-moo             | I Live Alone                                                                    |
| 18ª | 2018 | Lee Young-ja             | Omniscient Interfering View                                                     |
| 19ª | 2019 | Park Na-rae              | I Live Alone, Where Is My Home                                                  |
| 20ª | 2020 | Yoo Jae-suk              | Hangout with Yoo                                                                |
| 21ª | 2021 | Yoo Jae-suk              | Hangout with Yoo                                                                |
| 22ª | 2022 | Jun Hyun-moo             | I Live Alone, Omniscient Interfering View                                       |
| 23ª | 2023 | Kian84                   | I Live Alone                                                                    |

### Prêmio de Melhor Programa
| Ed# | Ano  | Prêmio de Melhor Programa                                                   |
| --- | ---- | --------------------------------------------------------------------------- |
| 1ª  | 2003 | Nonstop 4 (Prêmio de Melhor Programa Escolhido pelo Telespectador)          |
| 2ª  | 2004 | Exclamation Point (Prêmio de Melhor Programa Escolhido pelo Telespectador)  |
| 3ª  | 2006 | Infinite Challenge (Prêmio de Melhor Programa)                              |
| 4ª  | 2007 | Infinite Challenge (Prêmio de Melhor Programa)                              |
| 5ª  | 2008 | Infinite Challenge (Melhor Programa Escolhido pelo Diretor de Produção)     |
| 6ª  | 2009 | Infinite Challenge (Prêmio de Melhor Programa Escolhido pelo Telespectador) |
| 7ª  | 2010 | Quiz to Change the World (Prêmio de Melhor Programa)                        |
| 8ª  | 2011 | I Am a Singer (Prêmio de Melhor Programa de Entretenimento do Ano)          |
| 9ª  | 2012 | Radio Star (Prêmio de Melhor Programa de Entretenimento do Ano)             |
| 10ª | 2013 | Infinite Challenge (Prêmio de Melhor Programa Escolhido pelo Telespectador) |
| 11ª | 2014 | Infinite Challenge (Prêmio de Melhor Programa de Entretenimento do Ano)     |
| 12ª | 2015 | Infinite Challenge (Prêmio de Melhor Programa de Entretenimento do Ano)     |
| 13ª | 2016 | Infinite Challenge (Prêmio de Melhor Programa de Entretenimento do Ano)     |
| 14ª | 2017 | I Live Alone (Prêmio de Melhor Programa de Entretenimento do Ano)           |
| 15ª | 2018 | I Live Alone (Prêmio de Melhor Programa de Entretenimento do Ano)           |
| 16ª | 2019 | I Live Alone (Prêmio de Melhor Programa de Entretenimento do Ano)           |
| 17ª | 2020 | Hangout with Yoo (Programa do Ano)                                          |
| 18ª | 2021 | Hangout with Yoo (Programa do Ano)                                          |
| 19ª | 2022 | I Live Alone (Programa do Ano)                                              |

### Prêmio de Alta Excelência

#### 2001 – 2020
| Edição # | Ano  | Show / Variedades                            | Comédia / Sitcom                            | Musical / Talk Show         | Rádio                         |
| -------- | ---- | -------------------------------------------- | ------------------------------------------- | --------------------------- | ----------------------------- |
| 1ª       | 2001 | Lee Kyung-kyu                                | Choi Yang-rak Yang Dong-geun Park Kyung-lim | —                           | —                             |
| 2ª       | 2002 | Kang Ho-dong (Match Made in Heaven)          | Kim Kyung-Sik Jeong Da-bin                  | —                           | —                             |
| 3ª       | 2003 | Kim Yong-man Yoo Jae-suk                     | Jeon Jun-ha                                 | —                           | —                             |
| 4ª       | 2004 | Kim Yong-man Lee Kyung-kyu                   | Han Ye-seul                                 | —                           | —                             |
| 5ª       | 2005 | Lee Yoon-seok Park Hee-jin                   | Kim Je-dong Kim Won-hee                     | —                           | —                             |
| 6ª       | 2006 | Park Myeong-su Jo Hye-ryun                   | Jung Sung-ho Jung Sun-hee                   | —                           | —                             |
| 7ª       | 2007 | Kim Jae-dong Cho Hyoung Ki                   | Na Moon-hee                                 | —                           | —                             |
| 8ª       | 2008 | Lee Hwi-jae Park Mi-sun                      | Lee Moon-sik Yoon Hae-young                 | —                           | —                             |
| 9ª       | 2009 | Kim Gu-ra Lee Kyeong-shil                    | Jeong Bo-seok Park Mi-sun                   | —                           | —                             |
| 10ª      | 2010 | Park Myeong-su Jo Hye-ryun                   | Kim Sung-soo Song Ok-sook                   | —                           | —                             |
| 11ª      | 2011 | Yoo Jae-suk Park Mi-sun                      | Kim Kap-soo Yoon Yoo-sun                    | —                           | Yang Hee-eun Kang Seok-woo    |
| 12ª      | 2012 | Yoon Jong-shin Park Mi-sun                   | —                                           | —                           | Choi Yang-rak Sung Si-kyung   |
| 13ª      | 2013 | Park Mi-sun Jung Hyung-don Kim Soo-ro        | —                                           | —                           | Kim Shin-young Shin Dong      |
| 14ª      | 2014 | Seo Kyung-seok Jeon Jun-ha                   | —                                           | Kim Gook-jin Yoon Jong-shin | Kim Hye-young                 |
| 15ª      | 2015 | Haha Kim Young-chul Kim So-yeon Han Chae-ah  | —                                           | Kim Sung-joo                | Jun Hyun-moo                  |
| 16ª      | 2016 | Jeon Jun-ha Lee Guk-joo                      | —                                           | Kim Sung-joo                | Bae Cheol-soo                 |
| 17ª      | 2017 | Park Myeong-su Park Na-rae                   | —                                           | Kim Gook-jin                | Park Joon-hyung Jung Kyung-mi |
| 18ª      | 2018 | Cha In-pyo Han Hye-jin Lee Si-eon Song Eun-i | —                                           | Yoon Jong-shin              | Kim Shin-young                |
| 19ª      | 2019 | Yang Se-hyung Song Eun-i                     | —                                           | Noh Hong-chul Kim Sook      | Yang Hee-eun                  |
| 20ª      | 2020 | Sung Hoon Hwasa                              | —                                           | Yang Se-hyung Lee Hyo-ri    | Jung Sun-hee                  |
| Edição # | Ano  | Show / Variedades                            | Comédia / Sitcom                            | Musical / Talk Show         | Rádio                         |

#### 2021 – presente
| Edição # | Ano  | Show / Variedades                  | Musical / Talk Show | Rádio          |
| -------- | ---- | ---------------------------------- | ------------------- | -------------- |
| 21ª      | 2021 | Ahn Jung-hwan Kian84 Shin Bong Sun | —                   | Jang Sung-kyu  |
| 22ª      | 2022 | Boom Ahn Young-mi                  | —                   | Jeong Ji-young |

### Prêmio de Excelência

#### 2001 – 2020
| Edição # | Ano  | Show / Variedades                                         | Comédia / Sitcom                               | Musical / Talk Show                     | Rádio                                        |
| -------- | ---- | --------------------------------------------------------- | ---------------------------------------------- | --------------------------------------- | -------------------------------------------- |
| 1ª       | 2001 | So Yoo-jin                                                | Go Myung-hwan Moon Cheon-sik Jo In-sung        | —                                       | —                                            |
| 2ª       | 2002 | Yoon Jung-soo                                             | Seo Chun-hwa Choi Min-yong                     | —                                       | —                                            |
| 3ª       | 2003 | Park Soo-hong Yoon Jung-soo                               | Kim Hak-do                                     | —                                       | —                                            |
| 4ª       | 2004 | Kim Won-hee Lee Yoon-sek                                  | Go Myung-hwan Kim Mi-yeon                      | —                                       | —                                            |
| 5ª       | 2005 | Noh Hong-chul Jung Ryeo-won                               | Jeong Hyeong-don Jo Jeong-rin                  | —                                       | —                                            |
| 6ª       | 2006 | Haha Hyun Young                                           | Jeon Hwan-kyu Kim Wan-ki Park Hae-mi Kim Se-ah | —                                       | —                                            |
| 7ª       | 2007 | Kim Gu-ra Hyun Young                                      | Jo Won-seok Um Ki-joon Yang Hui-seong          | —                                       | —                                            |
| 8ª       | 2008 | Shin Jung-hwan Jeong Hyeong-don Seo In-young Sol Bi       | Choo Dae-yeop Ryu Kyung-jin                    | —                                       | —                                            |
| 9ª       | 2009 | Kim Ji-seon Im Ye-jin Noh Hong-chul                       | Choi Eun-kyung Yoon Jong-shin                  | —                                       | —                                            |
| 10ª      | 2010 | Kim Hyun-chul Kim Shin-young                              | Choi Yeo-jin Lee Kyu-han                       | —                                       | —                                            |
| 11ª      | 2011 | Kim Tae-won Park So-hyun                                  | Yoon Kye-sang Park Ha-sun                      | —                                       | Jungyeop Younha                              |
| 12ª      | 2012 | Kim Na-young Yoo Se-yoon                                  | Kim Soo-hyun Kim Wan-ki                        | —                                       | Kim Gyeong-sik Sweet Sorrow                  |
| 13ª      | 2013 | So Yi-hyun Lee So-yeon Sung Dong-il Kim Kwang-kyu         | Choi Seol-ah Hong Ga-ram                       | —                                       | Jun Hyun-moo Park Joon-young Yoo Chae-young  |
| 14ª      | 2014 | Ra Mi-ran Hong Jin-young Park Gun-hyung Jun Hyun-moo      | —                                              | Cho Kyuhyun Park Seul-gi                | Park Joon-hyung Jung Gyeong-mi Jung Ji-young |
| 15ª      | 2015 | Kim Dong-wan Jung Gyu-woon Hwang Seok-jeong Kim Hyun-sook | —                                              | Hwang Je-seong Kim Yeon-woo Lim Ji-yeon | Lee Jin-woo Jonghyun                         |
| 16ª      | 2016 | Park Na-rae Heo Kyung-hwan                                | —                                              | Solbi                                   | Kim Shin-young Kim Hyun-chul                 |
| 17ª      | 2017 | Henry Lau Yang Se-hyung Han Hye-jin                       | —                                              | Kim Hyun-cheol Park Han-byul            | Yiruma Seo Kyung-seok                        |
| 18ª      | 2018 | Kian84 Kim Jae-hwa Park Sung-kwang                        | —                                              | Cha Tae-hyun Kim So-hyun                | Jung Seon-hee Kim Je-dong                    |
| 19ª      | 2019 | Yoo Byung-jae Sung Hoon Hwasa                             | —                                              | Jo Se-ho Ahn Young-mi                   | Sandeul Rooftop Moonlight                    |
| 20ª      | 2020 | Boom Son Dam-bi Jang Do-yeon                              | —                                              | Kim Jong-min Jessi Uhm Jung-hwa         | Lee Yoon-seok Lee Ji-hye                     |
| Edição # | Ano  | Show / Variedades                                         | Comédia / Sitcom                               | Musical / Talk Show                     | Rádio                                        |

#### 2021 – presente
| Edição # | Ano  | Variedades                  | Musical / Talk Show     | Rádio                             |
| -------- | ---- | --------------------------- | ----------------------- | --------------------------------- |
| 21ª      | 2021 | Jang Dong-min Hong Hyun-hee | Yoo Se-yoon             | Moon Cheon-shik Musi Ahn Young-mi |
| 22ª      | 2022 | Key Lee Guk-joo             | Yang Se-chan Lee Mi-joo | Kim Eana Yoon Do-hyun             |

### Prêmio Nova Estrela
| Edição # | Ano  | Premiado       | Programa             |
| -------- | ---- | -------------- | -------------------- |
| 1ª       | 2014 | Yook Joong-wan | I Live Alone         |
| 1ª       | 2014 | Fabien Yoon    | I Live Alone         |
| 1ª       | 2014 | Kangnam        | I Live Alone         |
| 2ª       | 2015 | Kwak Si-yang   | We Got Married       |
| 2ª       | 2015 | Joy            | We Got Married       |
| 2ª       | 2015 | Park Cho-ah    | My Little Television |

### Prêmio de Boas-vindas / Estreante

#### 2001 – 2020
| Edição # | Ano  | Show / Variedades                                     | Comédia / Sitcom                                            | Show / Sitcom  | Musical / Talk Show       | Rádio                                   |
| -------- | ---- | ----------------------------------------------------- | ----------------------------------------------------------- | -------------- | ------------------------- | --------------------------------------- |
| 1ª       | 2001 | —                                                     | Son Heon-su Elon Musk                                       | —              | —                         | —                                       |
| 1ª       | 2002 | Sung Yu-ri                                            | Lee Jin                                                     | —              | —                         | —                                       |
| 1ª       | 2003 | Kim Je-dong Jo Jeong-rin                              | Bae Chil-su Bong Tae-gyu Kim Mi-yeon                        | —              | —                         | —                                       |
| 2ª       | 2004 | Noh Hong-chul Han Ji-hye                              | Kang Kyung-joon Park Seul-gi                                | —              | —                         | —                                       |
| 2ª       | 2005 | Boom EX                                               | Lee Kyun Kim Wan-ki Kim Mi-jin Kang Eun-bi                  | —              | —                         | —                                       |
| 2ª       | 2006 | Charles Oh Sang-jin Kim Sae-rom                       | Kim Cheol-min Kim Ju-cheol Kim Mi-ryeo Kim Ju-yeon          | —              | —                         | —                                       |
| 7ª       | 2007 | All Lise Band Park Shin-hye                           | Jung Il-woo Oh Jeong-tae Park Min-young Lee Guk-joo         | —              | —                         | —                                       |
| 8ª       | 2008 | Yoo Se-yoon Lee Seung-shin                            | Hwang Je-seong Jeong Jae-yong Seong Eun-chae Cheon Su-jeong | —              | —                         | —                                       |
| 9ª       | 2009 | Uee Hwang Jung-eum Gil Kim Yong-jun                   | Shin Se-kyung Hwang Jung-eum Kim Kyung-jin Choi Daniel      | —              | —                         | —                                       |
| 10ª      | 2010 | Gain Jo Kwon                                          | Yoon Doo-joon Krystal                                       | —              | —                         | —                                       |
| 11ª      | 2011 | Kim Heechul Hahm Eun-jung                             | Go Young-wook Jeong Myeong-ok                               | —              | —                         | —                                       |
| 12ª      | 2012 | Park Eun-ji Yoon Se-ah Hwang Kwang-hee Cho Kyuhyun    | Yoo Mi-seon Jung So-min Kim Doo-young Yim Si-wan            | —              | —                         | —                                       |
| 13ª      | 2013 | Park Hyung-sik Sam Hammington Kim So-hyun Jeong Yu-mi | Do Dae-woong Maeng Seung-ji Park Hyeon-jeong                | —              | —                         | —                                       |
| 14ª      | 2014 | Song Jae-rim Henry Lau Lee Hyeri Kim Yura             | —                                                           | —              | —                         | —                                       |
| 15ª      | 2015 | Sleepy Yook Sung-jae Amber Liu Seo Yu-ri              | —                                                           | —              | Kim Hyun-seok Park Na-rae | —                                       |
| 16ª      | 2016 | Lee Si-young Park Chan-ho                             | —                                                           | —              | Shin Go-eun Han Dong-geun | Kangta Park Soo-hong                    |
| 17ª      | 2017 | Lee Si-eon Han Chae-young                             | —                                                           | Kai Seol In-ah | —                         | Moon Cheon-sik Jeong Yu-mi              |
| 18ª      | 2018 | Gamst Hwasa Kang Daniel                               | —                                                           | —              | Mina Seungkwan            | Ahn Young-mi Choi Wook Yang Yo-seob     |
| 19ª      | 2019 | Yoo San-seul Jang Sung-kyu                            | —                                                           | —              | —                         | Kim Eana Jang Sung-kyu                  |
| 20ª      | 2020 | Kim Kang-hoon Go Eun-ah                               | —                                                           | —              | —                         | Kang Susie Jeon Hyo-seong Pyo Chang-won |
| Edição # | Ano  | Show / Variedades                                     | Comédia / Sitcom                                            | Show / Sitcom  | Musical / Talk Show       | Rádio                                   |

#### 2021 – presente
| Edição # | Ano  | Show / Variedades       | Musical / Talk Show | Rádio                                       |
| -------- | ---- | ----------------------- | ------------------- | ------------------------------------------- |
| 21ª      | 2021 | Parc Jae-jung Mijoo     | —                   | Jeong Jun-ha Shin Ji                        |
| 22ª      | 2022 | Code Kunst Park Jin-joo | —                   | Choi Young-jae Park Young Jin Lee Seok-hoon |

### Prêmio de Classificações
| Edição # | Ano  | Programa                     |
| -------- | ---- | ---------------------------- |
| 1ª       | 2014 | Real Man - Especial Feminino |

### Prêmio DP
| Edição # | Ano  | Prêmio DP                                       |
| -------- | ---- | ----------------------------------------------- |
| 1ª       | 2003 | Kim Hyun-chul MC Mong Joo Young-hoon            |
| 2ª       | 2004 | MC Mong Jo Hye-ryun Park Soo-hong Yoon Jung-soo |
| 3ª       | 2005 | Kim Yong-man Jo Hye-ryun                        |
| 4ª       | 2006 | Jo Hyung-ki                                     |
| 5ª       | 2007 | Lee Kyung-kyu Kim Yong-man                      |
| 6ª       | 2008 | Infinite Challenge                              |
| 7ª       | 2009 | Yoo Jae-suk                                     |
| 8ª       | 2011 | Yoon Jong-shin Kim Won-hee                      |
| 9ª       | 2012 | Yoo Jae-suk                                     |
| 10ª      | 2013 | Kim Sung-joo Seo Kyung-seok                     |
| 11ª      | 2014 | Haha Jung Woong-in                              |
| 12ª      | 2015 | Radio Star                                      |
| 13ª      | 2016 | Kim Gu-ra                                       |
| 14ª      | 2017 | Equipe King of Mask Singer                      |
| 15ª      | 2018 | Equipe Real Man 300                             |
| 16ª      | 2020 | Baek Jong-won                                   |
| 17ª      | 2021 | Equipe I Live Alone                             |

### Prêmio Roteirista do Ano
| Edição # | Ano  | Variedades                                  | Rádio                                         |
| -------- | ---- | ------------------------------------------- | --------------------------------------------- |
| 1º       | 2016 | Lee Ae-young (Real Man)                     | Park Geum-sol (Women's Time)                  |
| 2º       | 2017 | Lee Kyung-ha (I Live Alone)                 | Lee Yoon Yong (Two O'clock, Hurray!)          |
| 3º       | 2018 | Yeo Hyun Jeon (Omniscient Interfering View) | —                                             |
| 4º       | 2019 | Jung Da-won (Where Is My Home)              | —                                             |
| 5 ª      | 2020 | Choi Hye-jung (Hangout with Yoo)            | —                                             |
| 6º       | 2021 | Park Hyeon-jung (Radio Star)                | Park Se-hoon (The Economy in the Lee Jin-woo) |

### Prêmio de Melhor Artista
| Edição # | Ano  | Variedades                  | Musical / Talk show | Sitcom                    |
| -------- | ---- | --------------------------- | ------------------- | ------------------------- |
| 1ª       | 2018 | Sung Hoon Yoo Byung-jae     | Lee Sang-min        | Kwon Yu-ri Shin Dong-wook |
| 2ª       | 2019 | Jang Do-yeon                | —                   | —                         |
| 3ª       | 2021 | Yang Se-hyung Yoo Byung-jae | —                   | —                         |
| 4ª       | 2022 | Kwon Yul                    | —                   | —                         |

### Prêmio de Melhor Trabalho em Equipe
| Edição # | Ano  | Programa |
| -------- | ---- | --- |
| 1ª       | 2014 | I Live Alone |
| 2ª       | 2015 | Real Men (3ª Edição Feminina)                                                                                       |
| 3ª       | 2016 | King of Mask Singer                                                                                                 |
| 4ª       | 2017 | Wizard of Nowhere                                                                                                   |
| 5ª       | 2018 | Curious Husband's Get Away                                                                                          |
| 6ª       | 2019 | Henry Lau, Kian84, Lee Si-eon, Sung Hoon do I Live Alone                                                            |
| 7ª       | 2020 | Omniscient Interfering View                                                                                         |
| 8ª       | 2021 | MSG Wannabe do Hangout with Yoo                                                                                     |
| 9ª       | 2022 | Hur Jae, Kim Byung-hyun, Moon Kyung-eun, Woo Ji-won, Hong Sung-heon, e Lee Dae-hyung do It's Good If We Don't Fight |

### Prêmio de Melhor Casal
| Edição # | Ano  | Casal                                                        |
| -------- | ---- | ------------------------------------------------------------ |
| 1ª       | 2010 | Jo Kwon & Son Ga-in                                          |
| 2ª       | 2011 | Park Myung Soo & Jeong Jun-ha                                |
| 3ª       | 2012 | Kim C & Jo Jung-chi                                          |
| 4ª       | 2013 | G-Dragon & Jung Hyung-don (Escolhidos pelos telespectadores) |
| 5ª       | 2014 | Song Jae-rim & Kim So-eun                                    |
| 6ª       | 2015 | Yook Sung-jae & Joy                                          |
| 7ª       | 2016 | Eric Nam & Solar                                             |
| 8ª       | 2017 | Kian84 & Park Na-rae                                         |
| 9ª       | 2018 | Park Sung-kwang & Im Song (A agente de Park Sung-kwang)      |
| 10ª      | 2019 | Kian84 & Henry Lau                                           |
| 11ª      | 2020 | Yoo Jae-suk & Lee Hyo-ri                                     |
| 12ª      | 2021 | Yoo Jae-seok, Mijoo & Haha                                   |
| 13ª      | 2022 | Jun Hyun-moo, Park Na-rae & Lee Jang-woo                     |

### Prêmio Especial
| Edição # | Ano  | Variedades                                    | Talk Show / Músical                          | Singers     | Radio                     |
| -------- | ---- | --------------------------------------------- | -------------------------------------------- | ----------- | ------------------------- |
| 1ª       | 2016 | Jun Hyun-moo                                  | Yoon Jong-shin                               | Ha Hyun-woo | —                         |
| 2ª       | 2017 | —                                             | Sohyang                                      | —           | —                         |
| 3ª       | 2018 | Equipe do Welcome, First Time in Korea?       | —                                            | —           | —                         |
| 4ª       | 2019 | Seol Min-seok                                 | Park Hyun-woo Jeong Kyung-cheon Lee Geon-woo | —           | —                         |
| 5ª       | 2020 | —                                             | The People of Trot                           | —           | Im Jin-mo Kim Eun-ae      |
| 6ª       | 2021 | Kwon Yu-ri, Aiki, Ock Joo-hyun e Jeon So-yeon | —                                            | —           | Yeom Min-joo Heo Il-hu    |
| 7ª       | 2022 | WSG Wannabe - Gaya-G                          | —                                            | —           | Kim Ga-young Min Ja-young |

### Prêmio de Popularidade
| Edição # | Ano  | Premiados |
| -------- | ---- | --- |
| 1ª       | 2015 | Oh Min-suk & Kang Ye-won Choi Min-ho (talk show) |
| 2ª       | 2016 | Yang Se-hyung Cao Lu & Jo Se-ho Han Hye-jin |
| 3ª       | 2017 | P.O Han Eun-jung |
| 4ª       | 2018 | Im Song (A agente de Park Sung-kwang) Kang Hyun-seok (O agente de Lee Seung-yoon) Song Sung-ho (O agente de Lee Young-ja) Yoo Gyu-seon (O agente de Yoo Byung-jae) |
| 5ª       | 2019 | Seo Jang-hoon Ahn Jung-hwan Kim Byung-hyun |
| 6ª       | 2020 | Ahn Young-mi |
| 7ª       | 2021 | Key Sandara Park Kim Jong-min |
| 8ª       | 2022 | Lee Jang-woo Lee Yi-kyung |

### Prêmio MC
| Edição # | Ano  | Premiados                               |
| -------- | ---- | --------------------------------------- |
| 1ª       | 2016 | Baek Ji-young Sung Si-kyung Yoo Se-yoon |
| 2ª       | 2017 | Lee Sang-min Lee Jae-eun                |
| 3ª       | 2018 | Kim Sung-joo                            |
| 4ª       | 2021 | Boom Park Seon-young                    |

### Prêmio Estrela do Ano
| Edição # | Ano  | Premiados                                  | Programa       |
| -------- | ---- | ------------------------------------------ | -------------- |
| 1ª       | 2013 | Taemin Son Na-eun Jung Joon-Young Yoon Han | We Got Married |

### Prêmio Artista do Ano
| Edição # | Ano  | Premiados                                                                              |
| -------- | ---- | -------------------------------------------------------------------------------------- |
| 1ª       | 2018 | Kim Gu-ra Jun Hyun-moo Lee Young-ja Park Na-rae                                        |
| 2ª       | 2019 | Kim Gu-ra Jun Hyun-moo Lee Young-ja Park Na-rae Yoo Jae-suk Kim Sung-joo               |
| 3ª       | 2020 | Park Na-rae Kim Sung-joo Lee Young-ja Kim Gu-ra Yoo Jae-suk                            |
| 4ª       | 2021 | Kim Gu-ra Kim Sung-joo Park Na-rae Yoo Jae-suk Lee Young-ja Jun Hyun-moo               |
| 5ª       | 2022 | Park Na-rae Kim Sung-joo Ahn Jung-hwan Yoo Jae-suk Lee Young-ja Jun Hyun-moo Kim Gu-ra |

### Prêmio Tendência Global
| Edição # | Ano  | Premiado            |
| -------- | ---- | ------------------- |
| 1ª       | 2019 | King of Mask Singer |

### Prêmio Multi-tainer
| Edição # | Ano  | Premiado                  |
| -------- | ---- | ------------------------- |
| 1ª       | 2019 | Yoo Jun-sang Han Hye-yeon |

### Prêmio de Conquista
| Edição # | Ano  | Premiados                               |
| -------- | ---- | --------------------------------------- |
| 1ª       | 2019 | Kim Hyun-cheol Yoo Young-seok Yoon Sang |
| 2ª       | 2020 | Kim Gook-jin                            |
| 3ª       | 2021 | Ha Chun-hwa                             |
| 4ª       | 2022 | Lee Kyung-kyu                           |

### Prêmio de Conteúdo Digital
| Edição # | Ano  | Premiados                                        | Programa                                         |
| -------- | ---- | ------------------------------------------------ | ------------------------------------------------ |
| 1ª       | 2020 | Park Na-rae Hwasa Han Hye-jin                    | Home Alone: Girls' Secret Party                  |
| 2ª       | 2021 | Transform My Home - Spin-off de Where is My Home | Transform My Home - Spin-off de Where is My Home |

## Audiência

### 2001 – 2020
| Edição # | Data                   | AGB Nielsen                     | AGB Nielsen                     |
| Edição # | Data                   | Nacional                        | Seul                            |
| --- | ---------------------- | ------------------------------- | ------------------------------- |
| 1ª | 29 de dezembro de 2001 | 16.8% (Parte 1) 15.7% (Parte 2) | 18.0% (Parte 1) 16.9% (Parte 2) |
| 2ª | 29 de dezembro de 2002 | 23.6% (Parte 1) 22.5% (Parte 2) | 24.8% (Parte 1) 23.7% (Parte 2) |
| 3ª | 29 de dezembro de 2003 | 27.5% (Parte 1) 26.4% (Parte 2) | 28.7% (Parte 1) 27.6% (Parte 2) |
| 4ª | 29 de dezembro de 2004 | 11.9% (Parte 1) 10.8% (Parte 2) | 13.2% (Parte 1) 12.1% (Parte 2) |
| 5ª | 29 de dezembro de 2005 | 16.1% (Parte 1) 15.0% (Parte 2) | 17.3% (Parte 1) 16.2% (Parte 2) |
| 6ª | 29 de dezembro de 2006 | 17.7% (Parte 1) 17.3% (Parte 2) | 18.3% (Parte 1) 17.8% (Parte 2) |
| 7ª | 29 de dezembro de 2007 | 22.4% (Parte 1) 22.1% (Parte 2) | 23.4% (Parte 1) 22.5% (Parte 2) |
| 8ª | 29 de dezembro de 2008 | 21.1% (Parte 1) 20.6% (Parte 2) | 22.2% (Parte 1) 21.5% (Parte 2) |
| 9ª | 29 de dezembro de 2009 | 22.4% (Parte 1) 24.0% (Parte 2) | 23.9% (Parte 1) 25.5% (Parte 2) |
| 10ª | 29 de dezembro de 2010 | 17.7% (Parte 1) 13.2% (Parte 2) | 18.8% (Parte 1) 14.4% (Parte 2) |
| 11ª | 29 de dezembro de 2011 | 16.6% (Parte 1) 15.5% (Parte 2) | 18.0% (Parte 1) 17.3% (Parte 2) |
| 12ª | 29 de dezembro de 2012 | 9.8% (Parte 1) 13.1% (Parte 2)  | 10.2% (Parte 1) 13.9% (Parte 2) |
| 13ª | 29 de dezembro de 2013 | 13.7% (Parte 1) 15.2% (Parte 2) | 15.4% (Parte 1) 16.9% (Parte 2) |
| 14ª | 29 de dezembro de 2014 | 13.6% (Parte 1) 14.4% (Parte 2) | 15.2% (Parte 1) 16.6% (Parte 2) |
| 15ª | 29 de dezembro de 2015 | 13.1% (Parte 1) 13.5% (Parte 2) | 13.5% (Parte 1) 13.7% (Parte 2) |
| 16ª | 29 de dezembro de 2016 | 11.8% (Parte 1) 11.1% (Parte 2) | 11.8% (Parte 1) 11.2% (Parte 2) |
| 17ª | 29 de dezembro de 2017 | 9.9% (Parte 1) 12.1% (Parte 2)  | 9.5% (Parte 1) 11.9% (Parte 2)  |
| 18ª | 29 de dezembro de 2018 | 14.4% (Parte 1) 18.3% (Parte 2) | 14.5% (Parte 1) 18.8% (Parte 2) |
| 19ª | 29 de dezembro de 2019 | 11.0% (Parte 1) 14.7% (Parte 2) | 11.0% (Parte 1) 15.1% (Parte 2) |
| 20ª | 29 de dezembro de 2020 | 6.3% (Parte 1) 7.3% (Parte 2)   | 6.7% (Parte 1) 8.6% (Parte 2)   |
| - Na tabela acima, os números em azul representam a audiência mais alta e os números em vermelho representam a audiência mais alta. |                        |                                 |                                 |

### 2021 – presente
| Edição # | Data                   | AGB Nielsen                   | AGB Nielsen                   |
| Edição # | Data                   | Nacional                      | Seul                          |
| --- | ---------------------- | ----------------------------- | ----------------------------- |
| 21ª | 29 de dezembro de 2021 | 6.4% (Parte 1) 7.2% (Parte 2) | 6.5% (Parte 1) 7.2% (Parte 2) |
| 22ª | 29 de dezembro de 2022 | 5.1% (Parte 1) 4.8% (Parte 2) | 5.7% (Parte 1) 5.8% (Parte 2) |
| - Na tabela acima, os números em azul representam a audiência mais alta e os números em vermelho representam a audiência mais alta. |                        |                               |                               |